# Harald Nielsen (arkitekt)
 Der er flere personer med dette navn, se Harald Nielsen (flertydig).
Harald Nielsen (født 30. marts 1886 i Sindal, død 9. juni 1980) var en dansk arkitekt, som spillede en nøglerolle i Bedre Byggeskik-bevægelsen.

## Uddannelse
Hans forældre var bygmester Ole Kristian Nielsen og Johanne Jensdatter. Han kom i malerlære 1902 og stod senere i tømrerlære og gik på Det tekniske Selskabs Skole i København. Senere var Harald Nielsen et stykke tid elev på Kunstakademiets Arkitektskole og på Statens Tegnelærerkursus, men uden at tage eksamen.

## Virke som arkitekt og redaktør
Harald Nielsens far havde været assistent for Ivar Bentsens far, Andreas Bentsen, på håndværkerafdelingen på Vallekilde Højskole, og hvad enten det skyldes private relationer eller ej, blev Nielsen tidligt knyttet til både Ivar Bentsen og til P.V. Jensen-Klint, hvem han i 1904 assisterede ved opførelsen af Frederikshavns Bank i Jernbanegade, Frederikshavn. Fra 1911 var Harald Nielsen fast knyttet til Ivar Bentsens tegnestue i Holbæk, og samme år var han medstifter af opmålingsforeningen "Maaleren", hvor han fungerede som redaktionssekretær 1911-15 og som redaktør 1915-28. Herigennem kunne han skaffe sig kendskab til den ældre bygningskultur. Nielsens største opgave hos Bentsen var i 1912 at gennemføre undersøgelse, forarbejde og skitser til Svinninge Elektricitetsværk, som stod færdigt i 1913. Samme år etablerede Harald Nielsen egen tegnestue, men hele livet igennem samarbejdede han også med Peter Nielsen, som også kom fra Nordjylland, selv om de i 1920'erne udviklede meget forskellige anskuelser med hensyn til arkitekturens retning.

### Sjælen i Bedre Byggeskik
Fra 1914 til 1917 var Nielsen redaktør af Dansk Architektforenings Tidsskrift, som var talerør for arkitekter med håndværksbaggrund, og året efter fandt Nielsen sit kald, da Landsforeningen Bedre Byggeskik blev stiftet. Foreningen arbejdede for forbedring og forskønnelse af bygningskulturen, især på landet, men foreningen insisterede på traditionens forrang og kom derfor senere i opposition til funktionalismen - og mere konkret i opposition til folkene omkring Kritisk Revy. Han blev med det samme leder af Landsforeningens tegnehjælp, som var en vigtig krumtap i det pædagogiske arbejde, fordi almindelige borgere her kunne indsende amatørforslag til huse, som dernæst blev rettet til af Landsforeningens arkitekturkyndige medarbejdere. I 1917 blev Nielsen leder af Landsforeningens opmålingskursus og gradvist blev han selve sjælen i foreningen. Han var medlem af bestyrelsen fra 1933, formand fra 1934 indtil Landsforeningens nedlæggelse i 1965, samt foreningens repræsentant i henholdsvis Dansk Byplanlaboratorium og i Statens Byggeforskningsinstitut. Han var medlem af taksationskommissionen for København 1957-61, modtog Akademiets stipendium i 1929, Eilschou-Holm-prisen i 1969 og blev Ridder af Dannebrog.
Harald Nielsens syn på bygningskunstens rolle kommer fint til udtryk i en polemik, hvor han går op imod den fremherskende funktionalisme i 1930'erne:
| Citat | Traditionel Bygningskunst er altid 'funktionalistisk', fordi den er en Opsummering af brugsmæssige og tekniske Realiteter, selv om den i det ydre Antræk kan være tidsmæssigt modepræget. 'Funkis' er kun Mode. Det er ikke Funktionalisme at stribe et Hus paa langs eller tværs, at lave halvcirkulære Platforme eller Altaner, at erstatte Husets Hjørnepille med et Vindues Glasareal om Hjørnet | Citat |
|       | |       |

### Kvalificeringen af "det danske hus"
Arbejdet med at formgive et typisk dansk, traditionelt fritliggende hus, der var økonomisk tilgængeligt for menigmand, stod centralt både for Nielsen og for Landsforeningen Bedre Byggeskik i det hele taget. Mellemkrigstidens forslag til landarbejderboliger var ét resultat af denne indsats, mens Nielsen i 1916 medvirkede på en udstilling på Kunstindustrimuseet, som senere kom til provinsen, med forslag til enkle og billige huse. Blandt deltagerne var Martin Nyrop, Jensen-Klint, Ivar Bentsen, Poul Holsøe og Povl Baumann.
Projektet til Ørnevejskvarteret i Frederikshavn, som han udførte sammen med Peter Nielsen, er karakteristisk for Harald Nielsens arkitektursyn. Her finder vi Bedre Byggeskik-idealerne omsat til simple murermesterhuse med stejle, opskalkede tegltage i hel- eller halvvalm og prydet med symmetrisk placerede skorstene.
Med projektet for Villa Vesterled (1916-17) for Hans Sommer ved Bagsværd Sø viste han, at han også magtede den større skala. Her skulle han formgive en herskabelig og statelig bolig, og Harald Nielsen udformede derfor et herregårdslignende, trefløjet anlæg med en klar frontalitet og med en reverens over for motiver fra den danske arkitekturhistorie. Således er den sekskantede risalit i midten af anlægget et citat fra Møllmanns Landsted, Allégade 6 på Frederiksberg.
Hans omhu for detaljeringen af bygningens dele viste sig både i konkrete dekorative arbejder inden for møbelkunst og smedejernshåndværk og i det omfattende forfatterskab, som spændte over mere end tyve år, og som blandt andet bestod i små afhandlinger om profilering, hoveddøre, smedearbejder og tagformer i Landsforeningen Bedre Byggeskiks årsberetninger.
Harald Nielsen ægtede 30. april 1921 i Hillerød Rosa Elisabeth Hansen (født 12. juni 1899 i Hillerød, død 24. januar 1990), datter af snedkermester Lars Jørgensen og Ane Kirstine Olsen.

## Værker
- Beboelseshus Vestergade/Torvet, Sæby (1912)
- Enfamiliehus, Johannes V. Jensensvej 3, Tibirke Bakker (1913, sammen med Ivar Bentsen)
- Skovallé 20, Sæby (1915)
- Villa Vesterled, nu kaldet Nydam, Skovallé 27-29, Bagsværd (1916-17)
- KFUKs bygning, Søndergade 33, Sæby (1919)
- Dommergården, Holsteinsgade, Odder (1919-20)
- Højnæsgård, Vedbæk (1922)
- Ligkapel ved Vester Skerninge Kirke (1922)
- Villa, C.F. Richsvej 36, Frederiksberg (1923)
- Baptistkirken, Vestergade, Sæby (1929-30)
- Landbobanken, Nytorv, Slagelse (1931)
- Skt. Jørgensbjerggård i Boserup ved Roskilde (1934)

### Projekter
- Forslag til forskellige hustyper til bebyggelse af Ørnevej, Frederikshavn (sammen med Peter Nielsen)

### Skriftlige arbejder
- Redaktion af Landsforeningen Bedre Byggeskiks årsskrifter
- Danske Landbrugsbygninger, 1920 (med bidrag af Ivar Bentsen).
- Motivbog for Kleinsmede, 1926.
- Boligbogen, Tegninger og Beskrivelser til smaa Enfamiliehuse, 1926.
- Bygmesterbogen, 1932.
- Den 2. Bygmesterbog, 1941.
- Parcelhuse, Projekteret til Opførelse med Statslaan, 1944.